# Jéssica Augusto
Jéssica Augusto (* 8. November 1981 in Paris, Frankreich) ist eine portugiesische Langstrecken- und Hindernisläuferin.

## Werdegang
2000 wurde sie europäische Juniorenmeisterin im Crosslauf. Im Erwachsenenbereich wurde sie zum ersten Mal Landesmeisterin 2005, über 1500 Meter im Freien. Es folgten nationale Titel im Crosslauf (2006–2008), über 3000 und 5000 Meter (jeweils 2006), über 1500 Meter im Freien (2007) und in der Halle (2008) sowie im Straßenlauf (2007, 2008).
2005 startete sie über 5000 Meter bei den Leichtathletik-Weltmeisterschaften in Helsinki, schied aber im Vorlauf aus. Über dieselbe Distanz kam sie 2007 bei den Weltmeisterschaften in Ōsaka auf den 15. Platz und gewann Gold bei der Universiade.
2008 nahm sie die 3000 Meter Hindernis in ihr Repertoire auf und stellte mit 9:22,50 min einen nationalen Rekord auf. Bei den Olympischen Spielen in Peking startete sie über 5000 Meter und über 3000 Meter Hindernis, schied aber jeweils im Vorlauf aus. Zum Abschluss der Saison wurde sie Vizeeuropameisterin im Crosslauf.
Bei den Weltmeisterschaften 2009 in Berlin wurde sie über 3000 Meter Hindernis Elfte. Kurz darauf gewann sie den Great North Run über die Halbmarathondistanz in 1:09:08 h, wobei diese Zeit wegen des Gefälles der Strecke nicht bestenlistentauglich ist.
2010 gewann sie die Cursa Bombers über 10 km. Bei den Europameisterschaften in Barcelona gewann sie die Bronzemedaille über 10.000 Meter. Sie schloss die Saison mit Siegen bei den Crosslauf-Europameisterschaften in Albufeira und bei der San Silvestre Vallecana in Madrid ab.
Bei den Europameisterschaften 2014 in Zürich gewann sie die Bronzemedaille im Marathon in 2:25:41 h, ebenso bei den Europameisterschaften 2016 in Amsterdam im Halbmarathon in 1:10:55 h.
Im April 2017 konnte sie den Hamburg-Marathon gewinnen.
Jéssica Augusto ist 1,65 m groß, wiegt 46 kg und lebt in Braga. Sie ist mit Eduardo dos Reis Carvalho, dem Torwart der portugiesischen Fußballnationalmannschaft, liiert.

## Sportliche Erfolge
| Datum/Jahr    | Rang | Wettbewerb       | Austragungsort | Zeit     | Bemerkung |
| ------------- | ---- | ---------------- | -------------- | -------- | --------- |
| 23. Apr. 2017 | 1    | Hamburg-Marathon | Hamburg        | 02:25:30 |           |

(DNF – Did Not Finish)

## Persönliche Bestzeiten
- 1500 m: 4:14,10 min, 4. Juli 2009, Madrid
  - Halle: 4:10,56 min, 14. Februar 2009, Valencia
- 3000 m: 8:41,53 min, 25. Juli 2007, Monaco
- 5000 m: 14:56,39 min, 13. Juli 2007, Rom
- 10-km-Straßenlauf: 32:08 min, 18. April 2010, Barcelona
- 15 km: 48:40 min, 20. Januar 2008, Viana do Castelo
- Halbmarathon: 1:10:29 h, 5. Oktober 2009, Ovar
- Marathon: 2:24:33 h, 17. April 2011, London
- 3000 m Hindernis: 9:22,50 min, 13. Juni 2008, Huelva (portugiesischer Rekord)